# فرانچسکو گارگانو
فرانچسکو گارگانو (ایتالیایی: Francesco Gargano; ۵ مهٔ ۱۸۹۹ – ۲۹ اکتبر ۱۹۷۵) شمشیرباز اهل ایتالیا بود.
وی در مسابقات کشوری و بین‌المللی در مجموع برندهٔ ۱ مدال طلا شده‌است.